# Eszkimó nyelvek

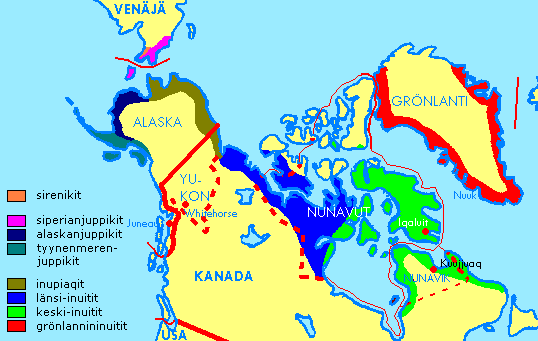
Eszkimó nyelvek földrajzi elterjedése

Az eszkimó nyelvek az eszkimó-aleut nyelvcsalád nagyobbik ágát alkotják. A nyelvcsalád kisebbik ágától, az aleuttól jól elhatárolódnak bizonyos közös vonásaik révén. A különböző eszkimó csoportok beszélik őket, bár a nyelvvesztés (Grönlandot kivéve) mindenütt jelentős.

## Osztályozás
Az eszkimó nyelvek az eszkimó-aleut nyelvcsalád nagyobbik ágát alkotják. Az aleut az egyetlen bizonyíthatóan rokon egyéb nyelv, tőle az említett közös jellegzetességek révén különülnek el (például inkorporáló és poliszintetikus vonások, ergatívuszi szerkesztés jellemzi őket; a nyelvcsalád kisebbik ágára, az aleutra e vonások kevésbé jellemzőek).
A paleoszibériai nyelvcsalád hipotéziseként ismert (különféle) rokonítások vitatottak. Például az uráli és az indoeurópai nyelvcsaláddal próbálták rokonítani, előbbivel például a birtokos személyragozás, utóbbival bizonyos egyeztetések léte miatt.
Az egymáshoz közeli eszkimó csoportok nyelve általában kölcsönösen érthető, de hosszabb nyelvlánc esetén már jelentősek lehetnek a különbségek. Nyelveik csoportosításánál tehát vegyük figyelembe, hogy egyes esetekben kontinuumokról van szó. Általában jupik és inuit ágat különböztetünk meg. A nemrég kihalt szirenyiki eszkimó nyelv besorolása vitatott: a jupik és az inuit melletti önálló ágnak tekintik, vagy a jupikhoz sorolják.

### Az ázsiai partvidék eszkimó nyelvei
A Szibériában élő eszkimó csoportok esetében a földrajzilag legkeletibb elhelyezkedésű naukani eszkimó nyelv képez nyelvészeti értelemben is egyfajta „hidat” a csaplini eszkimó nyelv és a Bering-szoros túlpartján beszélt alaszkai eszkimó nyelvek között (miként a kölcsönös érthetőségi vizsgálatok mutatják). A csaplini eszkimó nyelvtől nyugatabbra a nagyon sajátos szirenyiki eszkimó nyelv volt fellelhető a XX. század végéig, ez utóbbi nyelv viszont rendkívül különbözik nyelvészetileg az összes többi eszkimó nyelvtől, beleértve földrajzi szomszédait is.
Földrajzilag az ázsiai oldalon csak Csukcsföld keleti részén élnek eszkimók, ezek közöl a csaplini eszkimók nyelve földrajzilag középütt helyzkedik el a szirenyikiek és a naukaniak között, ezért a nyelvészeti szakirodalomban történetileg a némileg félreérthető „Central Siberian Yupik” nevet kapta nyelvük, szándékolt jelentését magyarul egyértelműbben a „középső szibériai-jupik” tagolás adná vissza (csak  keleti parton belül a három kis falura nézve középső, nem egész Szibériára nézve, sőt még csak Csukcsföldre nézve sem).
A politikailag az USA-hoz tartozó Szent-Lőrinc-szigeten szintén a fent említett „csaplini eszkimó”, azaz „középső szibériai-jupik” nyelvvel szinte megegyező nyelvjárást beszélő eszkimók élnek. A múltban szoros volt a kapcsolat a sziget lakossásága és a szibériai parti földijeik közt, ebben durva megszakítottságot hozott a hidegháború.  Az amerikai források között gyakori a St. Lawrence Island Yupik (Szent-Lőrinc-szigeti jupik) megnevezés a sziget nyelvére. Szigorúan számszaki értelemben (földrajzi hosszúság) a Szent-Lőrinc sziget súlypontja enyhén nyugatabbra fekszik, mint az ázsiai part legkeletibb pontja, a Gyezsnyov-fok (egyben a naukani eszkimó terület), a sziget távolság szempontjából is a szibériai parthoz fekszik közelebb, az ázsiai part a szigetről jó időben szabad szemmel is látható. 
Bár a sziget és az ázsiai részek lakossága közt ma újra komoly kulturális kapcsolat létezik (lebontva a hidegháború okozta kényszerű korlátokat), de az ázsiai területeken a nyelvvesztés folyamata mára már jobban előrehaladottá vált, mint a Szent-Lőrinc szigeten, ezért a beszélők puszta száma szerint immár ott él a legtöbb beszélője az ázsiai eszkimó nyelveknek, bár a helyzet egészében mindenütt rendkívül borús, főleg a fiatalok nyelvmegtartása tekintetében.

## A szókincs jellegzetességei
Sok más természeti néphez hasonlóan kevés számnevet használnak (bár többet, mint a régi ausztráliai őslakók). Ugyanakkor legtöbb nyelv kifinomult árnyalatok megkülönböztetését tette lehetővé sok téren:
- Egyes szavakra (például a rozmár megnevezésére) sok megnevezés állt rendelkezésre, aprólékos jelentésbeli eltéréssel (például az állat kora, testhelyzete szerint).[5] Az élővilág kifinomult árnyalatokat megkülönböztető megnevezésrendszerét más természeti népeknél is dokumentálták (ausztrál őslakók).[6]
- Kb. egy tucatnyi mutatónévmást használtak.[7][8] Ezek nemcsak a mutatott dolog közellétére vagy távollétére utalhatnak, hanem mozgására (például közeledés, elhaladás), láthatóságára (például a látóhatáron túl) is.[5]

## Nyelvtan
Az eszkimó nyelvek tipológiailag a poliszintetikus nyelvek közé sorolhatóak.
Példa (a Csukcsföld legkeletibb peremén élő szibériai eszkimók nyelvei közül az Ungaziq-település környéki, továbbá a Szent Lőrinc-szigeten élő eszkimók nyelvéből):
Apanga qayumeng meghaquq.
Nagyapja teát iszik.
A mondatban előforduló szótövek és toldalékok íme alább.
- Szótövek:
  - Névszói tövek (N). apa-: nagyapa, qayugh-: tea,
  - Igetövek (V): megh-: inni;
- Toldalékok:
  - Igei toldalékok: -gaqe- (V→V): jelen idő, -u-: kijelentő mód, -q: egyes szám 3. személy (tárgyatlan ragozás esetén).
  - Névszói toldalékok, itt a -nga egyes szám harmadik személyű birtokos személyrag, továbbá a -meng ablatívuszi esetrag, amely (egyéb funkciói mellett) a tárgyatlan ragozású ige esetében annak határozatlan tárgyának megjelölésére is használatos.

Az egyes elemek összekapcsolódásakor jól körülírható szabályok szerinti változások következnek be:
Apa(N){\displaystyle |}nga{\displaystyle \,\,\,\,}qayu{\displaystyle {\frac {\text{gh}}{}}}(N){\displaystyle |}meng{\displaystyle \,\,\,\,}megh(V){\displaystyle |}{\displaystyle {\frac {\text{g}}{}}}aq{\displaystyle {\frac {\text{e}}{}}}(V→V){\displaystyle |}u{\displaystyle |}q
Itt látszanak a kiesések a „törtvonalak” mentén felülről lefelé nézve (természetesen bonyolultabb szabályok is lehetségesek), és ezeknek eredményeképp áll elő a már mutatott végső mondat,
Apanga qayumeng meghaquq.
A morfofonológiai szabályok persze igen bonyolultak is lehetnek, ezek „generálhatósága” érdekében a többletinformációt hordozó absztrakt morfofonetikai segédjelek építhetők be a szuffixumok lexikonába (ld. pl. Jacobson jelei):
Elvont segédjelekkel ábrázolt teljes mondat a lexikon jeleiből nyersen összerakva:
Kaate{\displaystyle |}@—nghite{\displaystyle |}~f(g/t)u{\displaystyle |}q.
Nem érkezett meg.
Lexikon: kaate- (érkezni, igei szótő), -@—nghite- (tagadó szuffixum), -~f(g/t)u- (a kijelentő mód szuffuxuma tárgyatlan ragozásnál), -q (az egyes szám 3. személy igei személyragja tárgyatlan ragozásnál)
A jelekben tárolt szabályok révén megjelenő átalakulások:
Kaa{\displaystyle {\frac {\text{te}}{}}}{\displaystyle |}{\displaystyle {\frac {}{\text{n}}}}n{\displaystyle {\frac {}{\text{e}}}}ghit{\displaystyle {\frac {\text{e}}{}}}{\displaystyle |}{\displaystyle {\frac {\text{g/t}}{}}}u{\displaystyle |}q
A végleges alakok:
Kaanneghituq
Nem érkezett meg.

## Nyelv és hiedelemvilág
Animisztikus hiedelemviláguk a nyelvi jelenségekben is tetten érhető.

### Nyelvi tabuk
Az ausztrál őslakókhoz hasonlóan, nyelvi tabuk lépnek életbe haláleset alkalmával: tilos a halott nevét kimondani. A tabu egy jó darabig, például a „reinkarnációig” tart (valójában itt sok helyi variáció lehetséges). Mivel sok személynév egyúttal köznév is, ezért elszigetelt közösségekben a halotti névtabu az érintett szavak megváltozását vonhatja maga után, ezzel szemben a más csoportokkal rendszeres kapcsolatot tartó közösségben a nyelvi tabu föloldása után visszaáll az eredeti szóhasználat, hiszen a folytonos külső hatásnak köszönhetően nem kopik ki a köztudatból az eredeti kifejezés.

### Közösségen belüli több nyelvváltozat

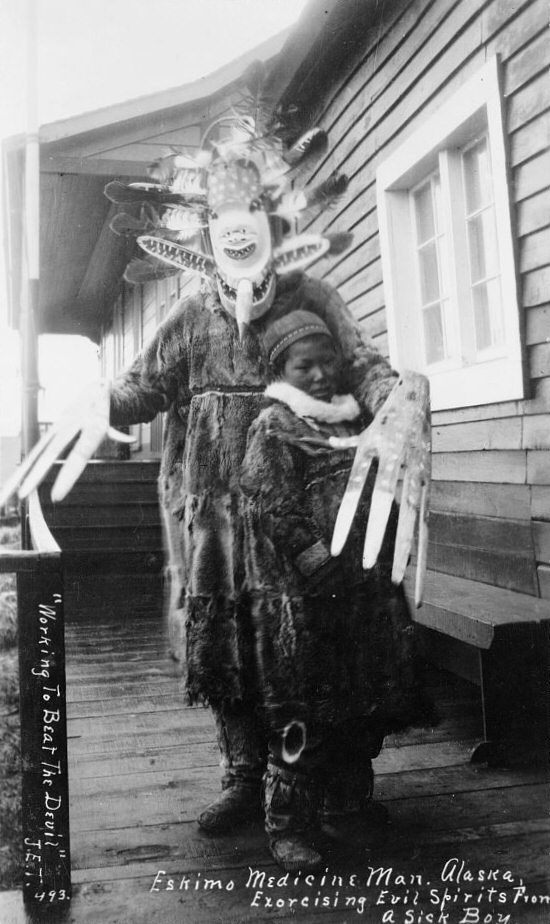
Jupik sámán gonosz szellemet űz ki egy beteg fiúból / A gonosz megverésének munkája. Nushagak terület, Alaszka, 1890-es évek.

Bevezetésként megint csak említsük meg az ausztrál bennszülötteket, ahol a közösségen belüli nyelvváltozatok több formában is jelen vannak  (anyósnyelv, titkos ceremoniális nyelv).
A közösségen belüli több nyelvváltozat létét az eszkimók is ismerik. Az eszkimó samanizmus egyik érdekessége (bár ezzel nem áll teljesen egyedül a samanizmus címkével illetett többi kultúra között), hogy a sámán sajátos (archaizmusokból és metaforákból álló) nyelvet használhat a szellemekkel való érintkezésben. Hasonló sajátos nyelvet használhat esetleg az anya is a csecsemővel kapcsolatos egyes rítusok során. Nagytudású emberek képesek mondataik minden egyes szavát sajátos külön nyelvükön mondani.

## Egyéb kódrendszerek

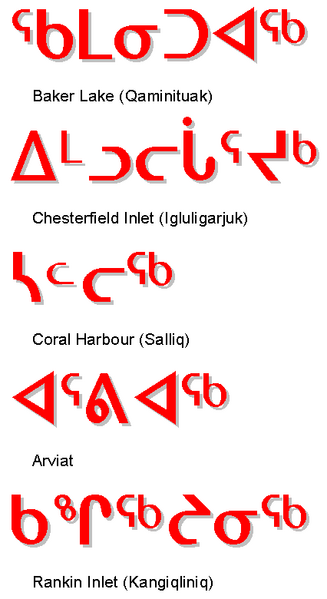
Inuit helynevek inuktitut szótagírással írva.

A hangokat jelölő (eredeti) írásról nem tudunk. Események képregényszerű ábrázolása (a mozzanatok részben lineáris rendben való megrajzolása) azonban előfordul (agyarvésetek). A szibériai eszkimókkal nagyon szoros kulturális kapcsolatban levő csukcsok esetében a közelmúltból származó részletesebben elemzhető forrás is van: Tenevil, egy rénszarvaspásztor egy egyedi képírást alkotott népe nyelvének leírásához.
A legtöbb esetben latin ábécével (vagy a szibériai inuitok esetén cirill betűkkel) írják át az eszkimó szavakat (szükség esetén mellékjelek használatával). Készült egy egyedi szótagírás is egyes inuit nyelvek számára, azonban ez is modern fejlemény.